# Eddie Thomson
Edward Thomson (* 25. Februar 1947 in Rosewell; † 21. Februar 2003 in Sydney) war ein schottischer Fußballspieler und -trainer.

## Karriere
Thomson begann seine Karriere 1966 beim Erstligisten Heart of Midlothian. Für dem Verein bestritt er 162 Erstligaspiele und schoss dabei vier Tore. 1968 erreichte er das Finale des Scottish FA Cup. 1973 wechselte er zum FC Aberdeen. Für Aberdeen bestritt er 91 Erstligaspiele und schoss dabei ein Tor. 1976 wechselte er zum US-amerikanischen San Antonio Thunder. 1977 wechselte er nach Australien. Hier unterschrieb er einen Vertrag bei Sydney City. Ende 1980 beendete er seine Karriere als Fußballspieler.
1980 wurde Thomson bei Sydney City als Trainer eingestellt. 1986 wechselte er zu Sydney Olympic. 1990 übernahm er zusätzlich das Amt des Trainers der Australische Fußballnationalmannschaft. Er qualifizierte sich mit Australien für die Olympische Sommerspiele 1992 und 1996; mit der Mannschaft erreichte er bei den Olympischen Sommerspiele 1992 das Halbfinale. Von 1997 bis 2000 war er der Trainer des japanischen Erstligisten Sanfrecce Hiroshima. 1999 erreichte er das Finale des Kaiserpokal.